# Werner Kramer
Werner Kramer (* 12. Juli 1930 in Zürich) ist ein Schweizer Theologe. Er ist emeritierter Professor für Praktische Theologie der Universität Zürich. 

## Leben und Wirken
Werner Kramer wurde am 12. Juli 1930 in Zürich geboren als drittes Kind von Emil Kramer, Postbeamter, und Berta geb. Lienhart, Primarlehrerin und Hausfrau. Mit einem Bruder und zwei Schwestern ist er in Zürich aufgewachsen. Von 1946 bis 1951 absolvierte er das Evangelische Lehrerseminar Zürich-Unterstrass und erwarb sich das Primarlehrerpatent. Von 1951 bis 1954 wirkte er als Primarlehrer an der Achtklassenschule Thalgarten/Wila ZH. 
Danach widmete sich Werner Kramer dem Studium der Theologie an den Universitäten Zürich und Basel, mit einem Studienaufenthalt (Kirche, Soziales) in Toledo (Ohio) USA. Das Pfarrvikariat durchlief er in Bassersdorf ZH und wurde 1960 zum Verbi Divini Minister VDM ordiniert. 
Die folgenden zwei Jahre betätigte er sich als Assistent für Neues Testament am Lehrstuhl von Eduard Schweizer an der Universität Zürich und leitete das nahe Reformierte Studentenhaus Moussonstrasse. 1962 promovierte Kramer zum Dr. theol. mit der Dissertation: Christos, Kyrios, Gottessohn; Untersuchungen zu Gebrauch und Bedeutung der christologischen Bezeichnungen bei Paulus und den vorpaulinischen Gemeinden. 
Als Direktor des Evangelischen Lehrerseminars Zürich Unterstrass mit Leitung des Internats amtete er in den Jahren von 1962 bis 1984 und war von 1970 bis 1973 als erster Direktor eines nichtstaatlichen Lehrerseminars zudem Präsident der Konferenz der Direktoren Schweizerischer Lehrerbildungsanstalten. 
Von 1984 bis 1997 war Werner Kramer Ordinarius für Praktische Theologie an der Theologischen Fakultät der Universität Zürich mit den Schwerpunkten Religionspädagogik, Pastoraltheologie, sowie ab 1990 Homiletik und Liturgik. 
Von 1992 bis 1994 diente er der theologischen Fakultät als Dekan. In den Jahren 1986 bis 2000 war er Mitglied der Theologischen Konkordatsprüfungsbehörde, ab 1987 als deren Vizepräsident und 1995 als Präsident. 
1985 bis 2005 war Kramer regelmäßiger Gastprediger am Münster Schaffhausen, und 1991 hielt er Gastvorlesungen im koreanischen Pusan und im rumänischen Cluj/Klausenburg. Lehrstuhlvertretungen hatte er in den Jahren 1994, 1995 und 1996 an den theologischen Fakultäten in Bern und in Basel inne. 1995 wurde ihm die Ehrendoktorwürde der theologischen Fakultät Cluj/Klausenburg in Rumänien verliehen. 
1997 emeritierte Werner Kramer vom Amt des Hochschullehrers und betätigte sich 1997 und 1998 als Sprecher des Wortes zum Sonntag am Schweizer Fernsehen DRS. 

### Öffentliches Engagement
1970 bis 1972 war Werner Kramer Mitglied des Gemeinderates der Stadt Zürich (EVP). 1970 bis 1983 versah er das Ressort Unterricht und Jugendfragen im Kirchenrat der Evangelisch-reformierten Landeskirche des Kantons Zürich und war dessen Vizepräsident. 
1984 bis 2001 war er Präsident der Emil Brunner-Stiftung Zürich, 1985 bis 2002 Präsident des Freundeskreises vom Kloster Kappel, wo er 2007 zum Ehrenpräsidenten ernannt wurde, und 1992 bis 2003 Präsident des Fachrates der Aebli Näf Stiftung zur Förderung der Lehrerbildung in der Schweiz. 1968 bis 2004 diente er als Vorstandsmitglied der Gemeinnützigen Gesellschaft des Kantons Zürich GGKZ und von 1989 bis 2008 als Präsident der Gesellschaft Minderheiten in der Schweiz, deren Ehrenpräsident er seit April 2008 ist. 
Ende Mai 2008 wurde ihm der Anerkennungspreis der Paul Schiller-Stiftung verliehen für sein Lebenswerk, insbesondere für seinen Einsatz zugunsten bedrängter und diskriminierter Minderheiten in unserem Lande.
Ab 2009 war er Initiant und Projektleiter der Sigi Feigel-Gastprofessur am Religionswissenschaftlichen Seminar der Universität Zürich.

### Familie
Im Jahre 1960 vermählte sich Werner Kramer mit Susanne Friedrich, Germanistin/Romanistin von Zürich. 
Dem Paar wurden die drei Kinder Matthias (* 1963), Thomas (* 1966), und Ursina (* 1969) geboren.

## Publikationen (Auswahl)
- Christos Kyrios Gottessohn. Untersuchungen zu Gebrauch und Bedeutung der christologischen Bezeichnungen bei Paulus und den vorpaulinischen Gemeinden. In: Abhandlungen zur Theologie des Alten und Neuen Testaments. Band 44. Hrsg. Walther Eichrodt und Oscar Cullmann. Zürich 1963.
- Emil Brunner in der Erinnerung seiner Schüler. Hrsg. von Werner Kramer und Hugo Sonderegger. Mit einer Einführung von Robert Leuenberger. Zürich 1989.
- Berufsbild Pfarrer/Pfarrerin. Zürich 1991.
- Gott hat viele Gesichter. Mitautor. Lehrmittel Religionsunterricht (Unterstufe) Kanton Zürich. Zürich 1994.
- Gott hat viele Namen. Mitautor. Lehrmittel Religionsunterricht (Mittelstufe) Kanton Zürich. Zürich 1997.
- menschen – religionen – kulturen. Mitautor. Lehrmittel Religionsunterricht (Oberstufe) Kanton Zürich. Zürich 2000.
- Was sind die spirituellen Ziele im Alter aus der Sicht des Christentums, und wie können sie erreicht werden? Zürich 2005.
- Religion und Glaube im Schulzimmer. Zürich 2007.
- Asylpolitik im Zeitalter globaler Arbeitsmigration. Plädoyer für eine unverstellte Wahrnehmung. Zürich 2009.
- Vom Umgang mit der Rassismus-Strafnorm Art. 261bis StGB. Zürich 2009.
- Ein Grabfeld für Muslime? Fakten, Ansichten, Argumente, rechtliche Grundlagen. Zürich 2014.